# Slaughterford
Slaughterford är en by i civil parish Biddestone and Slaughterford, i distriktet Wiltshire, i grevskapet Wiltshire, i England. Byn är belägen 8 km från Chippenham. Slaughterford var en civil parish fram till 1934 när blev den en del av Biddestone. Civil parish hade 67 invånare år 1931.